# U-이중성
M이론에서 U-이중성(U-二重性, 영어: U-duality)은 S-이중성과 T-이중성에 의하여 생성되는, M이론의 이산 대칭군이다.

## 정의
M이론을 {\displaystyle 1\leq n\leq 8}차원 원환면 {\displaystyle \mathbb {T} ^{n}}에 축소화하였다고 하자. 그렇다면 그 U-이중성군은 일반적으로 예외 단순 리 군 En(n)의 이산 부분군이다. (En(n)은 En의 갈린(영어: split) 비콤팩트 실수 형태이다.) 이들은 다음과 같다.:345–350,636:278–281
| 축소화한 차원 수 | Ⅱ종 초끈 이론 T-이중성군 | 초중력 U-이중성군     | M이론 U-이중성군         |
| ---------------- | ------------------------ | --------------------- | ------------------------ |
| 1                | 1                        | E1(1)=SL(2;ℝ)         | E1(1)(ℤ)=SL(2;ℤ)         |
| 2                | 1                        | E2(2)=SL(2;ℝ)×ℝ+      | E2(2)(ℤ)=SL(2;ℤ)         |
| 3                | O(2,2;ℤ)=SL(2;ℤ)×SL(2;ℤ) | E3(3)=SL(2;ℝ)×SL(3;ℝ) | E3(3)(ℤ)=SL(2;ℤ)×SL(3;ℤ) |
| 4                | O(3,3;ℤ)=SL(4;ℤ)         | E4(4)=SL(5;ℝ)         | E4(4)(ℤ)=SL(5;ℤ)         |
| 5                | O(4,4;ℤ)                 | E5(5)=SO(5,5;ℝ)       | E5(5)(ℤ)=SO(5,5;ℤ)       |
| 6                | O(5,5;ℤ)                 | E6(6)                 | E6(6)(ℤ)⊂E6(6)           |
| 7                | O(6,6;ℤ)                 | E7(7)                 | E7(7)(ℤ)⊂E7(7)           |
| 8                | O(7,7;ℤ)                 | E8(8)                 | E8(8)(ℤ)⊂E8(8)           |

여기서 {\displaystyle n=1}인 경우는 ⅡB 초끈 이론의 SL(2;ℤ) S-이중성이다.

E_{n}의 부분군들

이들 U-이중성군 En(n)은 T-이중성군 {\displaystyle O(n-1,n-1;\mathbb {Z} )}과 {\displaystyle n}차원 원환면 {\displaystyle \mathbb {T} ^{n}}의 자기 동형군 {\displaystyle \operatorname {SL} (n,\mathbb {R} )} 둘 다를 부분군으로 가진다. 즉, (실수 형식을 무시하면)
{\displaystyle E_{8}\supset O(14),SL(8)}
{\displaystyle E_{7}\supset O(12),SL(7)}
{\displaystyle E_{6}\supset O(10),SL(6)}
{\displaystyle E_{5}=O(10)\supset O(8),SL(5)}
{\displaystyle E_{4}=SL(5)\supset O(6)=SL(4),SL(4)}
{\displaystyle E_{3}=SL(2)\times SL(3)\supset O(4)=SL(2)\times SL(2),SL(3)}
{\displaystyle E_{2}=SL(2)\times U(1)\supset O(3)=SL(2),SL(2)}
{\displaystyle E_{1}=SL(2)\supset O(2)=U(1),SL(1)=1}
또한, 이 U-이중성 가운데 일부는 행렬 이론으로 설명될 수 있다.:636:§7
여기서, {\displaystyle {\mathsf {E}}_{n(n)}(\mathbb {Z} )}는 구체적으로 다음과 같다. 우선, 리 군 {\displaystyle {\mathsf {E}}_{n(n)}}는 다음과 같은 두 부분군을 가진다.
{\displaystyle \operatorname {SO} (n-1,n-1;\mathbb {R} )}
{\displaystyle \operatorname {SL} (n;\mathbb {R} )}
이에 따라서, {\displaystyle {\mathsf {E}}_{n(n)}(\mathbb {Z} )}는 다음과 같은 두 이산 부분군의 합집합으로 생성되는 부분군이다.:(4.10)
{\displaystyle \operatorname {SO} (n-1,n-1;\mathbb {Z} )\cup \operatorname {SL} (n;\mathbb {Z} )}
이 두 이산 부분군은 각각 다음과 같이 유래한다.
- {\displaystyle \operatorname {SL} (n;\mathbb {Z} )}는 M이론을 콤팩트화한 원환면 {\displaystyle \mathbb {T} ^{n}}의 (방향 보존) 사상류군이다. (M이론은 일반 상대성 이론을 포함하므로, 미분 동형 사상은 이론의 대칭이어야 한다.) 이는 특히 ⅡB 초끈 이론의 S-이중성 {\displaystyle \operatorname {SL} (2;\mathbb {Z} )}을 포함한다.
- {\displaystyle \operatorname {SO} (n-1,n-1;\mathbb {Z} )}는 {\displaystyle \mathbb {T} ^{n-1}} 위에 콤팩트화한 ⅡA 초끈 이론의 T-이중성 대칭군이다.

## 역사
크리스토퍼 마이클 헐(Christopher Michael Hull)과 폴 킹즐리 타운젠드(Paul Kingsley Townsend)가 1995년 발견하고 명명하였다.